# Filippo Strozzi

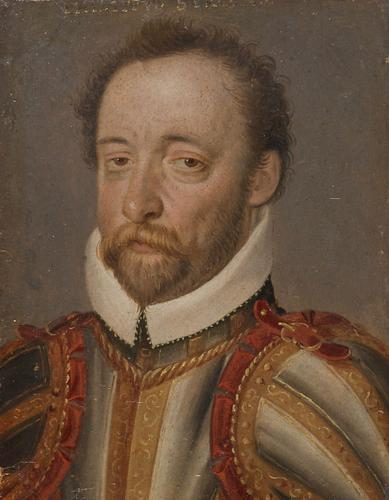
Filippo Strozzi

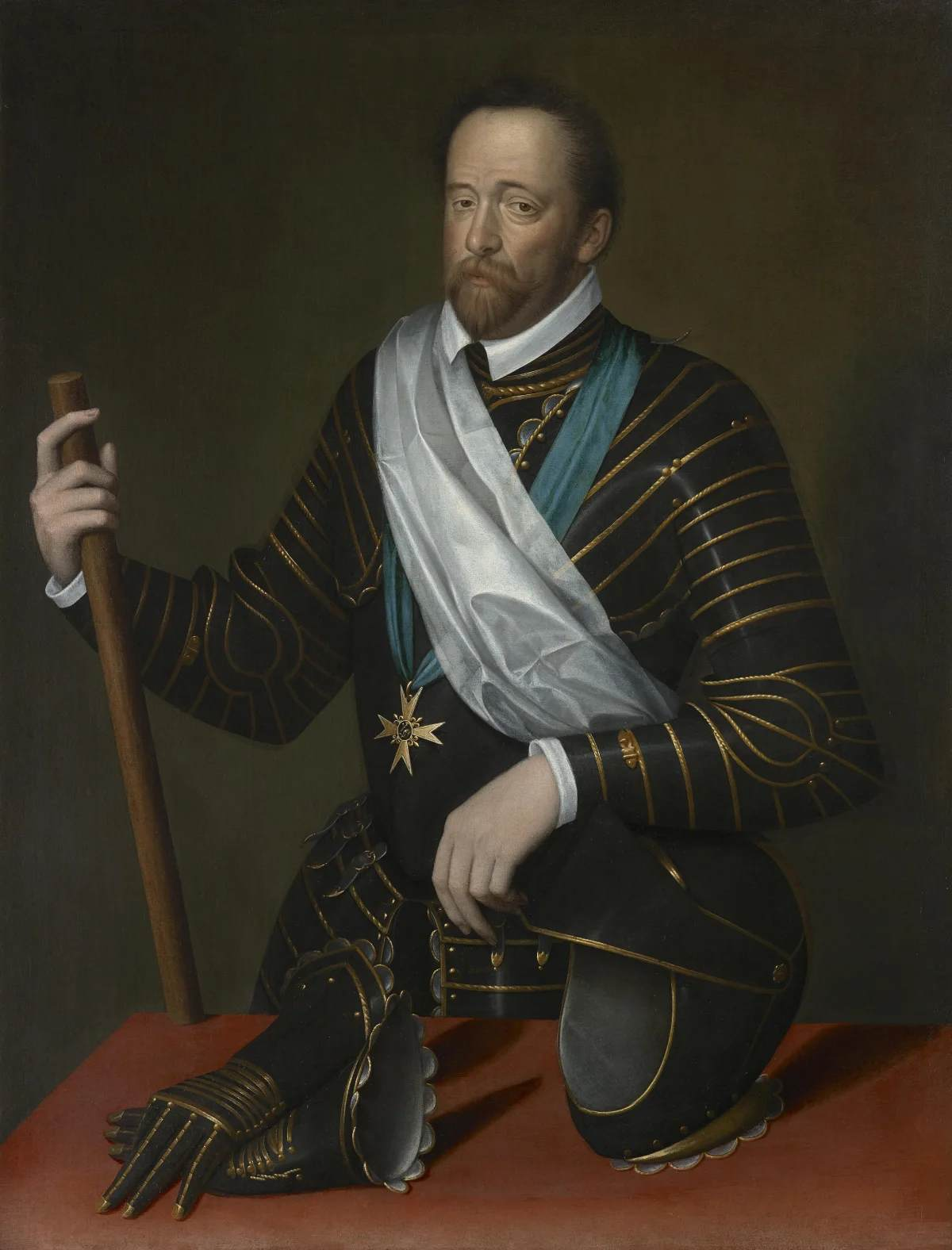
Filippo Strozzi

Filippo di Piero Strozzi (Florença, 1541 — no mar, frente a Vila Franca do Campo, 27 de Julho de 1582), também referido por Philippe Strozzi, Philippe Strossy, Philippe d'Estrosse ou Filipe Strozzi, nobre florentino, da poderosa família Strozzi, que ao serviço de França foi senhor de Épernay e de Bressuire e coronel general do exército francês. Comandou as forças franco-portuguesas na batalha naval de Vila Franca do Campo, onde perdeu a vida. Era grande amigo do escritor Pierre de Bourdeille, senhor de Brantôme (1540-1614), que o acompanhou na expedição aos Açores.

## Biografia
Filippo Strozzi nasceu no ano de 1541 em Florença, então capital do Grão-Ducado da Toscânia, filho de Piero Strozzi e de Laudomia de Medici, irmã de Lorenzino de Medici, descendendo assim de duas das mais ilustres e poderosas famílias florentinas. O pai, Piero Strozzi, depois conhecido como Pierre Strozzi, foi um dos líderes do movimento republicano em Florença, entrando em ruptura com os Medici e mantendo fortes ligações aos exilados florentinos (os fuorusciti), acabou combatendo ao lado das forças francesas no Piemonte.
Consolidado o poder dos Medici em Florença, em 1548 Piero Strozzi partiu com a família para França, prosseguindo aí uma brilhante carreira militar que o levaria ao posto de marechal de França. O jovem Filippo, então com apenas 7 anos, foi colocado como pagem do delfim, o futuro rei Francisco II de França. Atente-se que Francisco II era filho de Catarina de Medici, rainha consorte e futura regente de França, uma parente próxima de Filippo pelo lado materno.
Crescendo na corte, e seguindo a carreira de armas do pai, Filippo Strozzi cedo demonstrou grande interesse pelas coisas militares e aos 16 anos, em 1557, sem autorização da família para ingressar no exército, fugiu de casa levando um arcabuz, um cavalo e algumas das pratas da mãe, e juntou-se às forças francesas que combatiam no Piemonte. 
No Piemonte faz-se notar pela sua bravura e, tendo em conta as suas ligações familiares, foi de imediato apadrinhado pelo comandante das forças, o duque de Guisa, que o nomeou capitão de uma das suas companhias. Inicia assim uma vida de aventura que o colocaria na linha da frente de quase todas as guerras que dilaceraram a Europa na segunda metade do século XVI.
Logo no ano seguinte, participou no cerco a Calais, na guerra entre a França e a Inglaterra, onde se tornou notado. Nesse mesmo cerco perdeu o pai, herdando uma conturbada situação financeira que o forçou a vender parte importante dos bens da família.
Dadas as ligações entre Catarina de Medici e a casa real escocesa, em 1560 partiu para a Escócia onde lutou ao lado dos sublevados escoceses contra os ingleses. Nesse mesmo ano recebeu confirmação real no senhorio de Epernay, que já havia pertencido ao pai.
Em 1563 foi feito coronel da guarda real, onde introduziu novos armamentos e novas tácticas militares, o que o fez notado na corte, gozando de uma crescente popularidade junto da rainha-mãe.
Quando em 1564 o Império Otomano avançou pelo Danúbio, ameaçando Viena, partiu em socorro do imperador Maximiliano da Áustria, participando em batalhas contra os turcos na Hungria. No ano seguinte participou na expedição comandada pelo duque de Brissac em socorro a Malta, onde a soberania dos cavaleiros de Jerusalém estava ameaçada pela investida otomana.
De Malta partiu para Roma e depois continuou nas campanhas contra os turcos no Mar Adriático, distinguindo-se na defesa de Ancona. Diminuído o perigo turco nas costas italianas, partiu para a Transilvânia, onde participou na campanha do Danúbio contra os otomanos.
Regressado a França, em 1567 foi nomeado mestre de campo da guarda real, participando nas guerras religiosas contra os huguenotes, no fim das quais foi nomeado, de parceria com o duque de Brissac, coronel do exército francês, o posto mais elevado então existente naquele ramo das forças reais. Com a morte de Brissac, ocorrida em 1569, assumiu de pleno as funções de coronel do exército, ficando com o comando efectivo das forças de terra francesas. Nessas funções participou na longa luta contra os huguenotes, distinguindo-se no cerco de La Rochelle.
Em 1573 partiu para os Países Baixos em socorro da casa de Orange contra os castelhanos, participando em diversas batalhas naquele território.
Regressado a França, em 1579 foi-lhe concedido o colar da Ordem do Espírito Santo, fazendo-o cavaleiro daquela agremiação honorífica. Em 1581 foi convencido a deixar o cargo de coronel do exército, em troca do senhorio de Bressuire e de uma avultada pensão, por forma a poder participar no socorro a D. António, Prior do Crato. As razões desta demissão prendem-se com a necessidade de evitar o envolvimento oficial da França na contenda luso-castelhana, já que Catarina de Medicis pretendia seguir uma política de duplicidade que ao mesmo tempo que mantinha a paz entre a França e Castela, tentava minar o poderio castelhano.
Assim, foi como privado, oficialmente como mercenário, embora com a bênção da rainha-mãe de França, que Fillipo Strozzi partiu de Belle-Isle em Junho de 1582 à frente de uma força luso-francesa, embora com participação minoritária portuguesa, em socorro do partido antonino acantonado na Terceira. As forças portuguesas eram comandadas por D. Francisco de Portugal, o 3.º conde de Vimioso.
Chegado a São Miguel, ilha que não chegou a conquistar totalmente, a força comandada por Strozzi foi atacada pela armada comandada pelo experiente marquês de Santa Cruz de Mudela, D. Álvaro de Bazán, e totalmente desbaratada na batalha naval de Vila Franca, a 26 de Julho de 1582. 
O facto de haver paz entre a França e Castela e de Catarina de Medicis não ter assumido que a expedição tinha a sanção real foi fatal para os prisioneiros franceses: considerados corsários, mais de 800 prisioneiros foram cruelmente executados em Vila Franca do Campo, os nobres meticulosa e lentamente decapitados, até o sangue escorrer pelas valetas da praça da Matriz, os restantes enforcados no ilhéu de Vila Franca e ao longo da costa, com os corpos a serem deixados apodrecer dependurados nas forcas.
Quanto a Filippo Strozzi, faleceu na manhã de 27 de Julho de 1582, com 42 anos de idade, crivado de feridas e prisioneiro no castelo de popa da nau capitânia de D. Álvaro de Bazán, no mar frente ao ilhéu de Vila Franca do Campo, na ilha de São Miguel, Açores, tendo o seu corpo sido lançado ao mar sem as honras militares que lhe eram devidas.
Um mês depois celebraram-se em Paris solenes exéquias, com a presença do rei e de todos os cavaleiros da Ordem do Espírito Santo, prestando homenagem a um dos mais activos soldados que alguma vez estiveram ao serviço da França.